# Seid umschlungen Millionen
Seid umschlungen Millionen, op. 443, är en vals av Johann Strauss den yngre. Den spelades första gången den 27 mars 1892 i Gyllene salen i Musikverein i Wien.

## Historia
"Brahms måste hedras med en dedikation, med en vals komponerad av mig. I sinom tid kommer jag överräcka denna vals till honom, ännu kryddig och pepprad utan att offra valsens syfte... Han måste emellertid inte får veta något!" Så skev Johann Strauss den 25 november 1891 i ett brev till Fritz Simrock, förläggaren i Berlin som var ansvarig för utgivningen av Strauss kommande helaftonsopera Ritter Pásmán (premiär 1 januari 1892).
Det var Johannes Brahms som hade förmedlat kontakten mellan Strauss och Simrock, hans egen förläggare. Simrock skulle vara Strauss förläggare de kommande tre åren. Operan blev ett fiasko och Strauss tog bakslaget hårt, inte minst när det visade sig att Brahms, som tidigare hade visat intresse i operans tillkomst, funnit allvarliga brister i operans kompositionsform. Genom att tillägna Brahms en vals ville Strauss försöka återställa vänskapen. Långt innan valsen var komponerad hade han bestämt sig för titeln - Seid umschlungen Millionen - och han hade till och med bett Simrock att försäkra sig om "en väldigt tilltalande framsida" med orden: "Tillägnad i vänskap till Herr Doktor Brahms". Valsens titel var lånad från Friedrich Schillers dikt "An die Freude" och som hade föreslagits för honom av hans vän Julius Stettenheim, som hade beställt en vals med samma titel till journalisternas bal i Berlin i början av 1892. Strauss valde emellertid att använda valsens titel till en vals han hade lovat furstinnan Pauline von Metternich med anledning av hennes stora "Internationella Musik- och Teaterutställning" med start i Pratern den 7 maj 1892. Men när Strauss fick reda på att valsen inte skulle framföras av hans egen orkester utan av utställningens orkester valde han, trots furstinnans höga ogillande, att själv dirigera valsen Seid umschlungen Millionen vid Capelle Strauss säsongsavslutning i Gyllene salen i Musikverein den 27 mars 1892 - sex veckor före utställningen invigning. Brahms, som nu var medveten om att han var föremålet för valsens tillägnan, närvarade vid konserten och hade dagen innan skickat sitt visitkort hem till Strauss med orden: "Imorgon, din mest lycklige och stolte lyssnare!" 
Valsen mottogs med stormande applåder och Brahms meddelade Simrock: "Tredje gången spelade hela publiken med". I sin vördnad för Brahms tog Strauss det ovanliga steget att själv arrangera klaverutdraget av valsen, en uppgift som vanligtvis utfördes av förlagets anställda. Valsen publicerades i april 1892. I Wien hade dock valsen svårt att slå an. Johann skrev till brodern Eduard Strauss: "Miljonvalsen drar inte in så mycket som Simrock förutspått. För fjorton dagar sedan sa han att han endast hade sålt 6000 kopior. Verkligen en mycket modest siffra. Visserligen är det bara två och en halv månad sedan valsen gavs ut". Eduard tog med sig valsen på sin sommarkonsertturné till Tyskland och i slutet av maj kunde han meddela Johann: "Din miljonvals orsakar sensation överallt. Jag spelar den på varje konsert". I slutändan fann 'Miljonvalsen' även en plats på "Internationella Musik- och Teaterutställningen" då Eduard och Capelle Strauss framförde verket den 13 september 1892.

## Om valsen
Speltiden är ca 9 minuter och 58 sekunder plus minus några sekunder beroende på dirigentens musikaliska tolkning.

## Weblänkar
- Seid umschlungen Millionen i Naxos-utgåvan.